# 瑟农日
瑟农日（法語：Senonges，法語發音：[sənɔ̃ʒ]）是法国大東部大區孚日省的一个市镇，属于埃皮纳勒区。

## 地理
瑟农日（48°8'48"N, 6°3'43"E）面积5.84 平方千米，位于法国大東部大區孚日省，该省份为法国东北部内陆省份，北起默兹省和默尔特-摩泽尔省，西接上马恩省，南至上索恩省和贝尔福地区省，东临上莱茵省和下莱茵省。
与瑟农日接壤的市镇（或旧市镇、城区）包括：栋巴勒德旺达尔内、多马坦莱瓦卢瓦、埃莱、蒙蒂勒勒塞克、勒朗日、蒂耶尔。

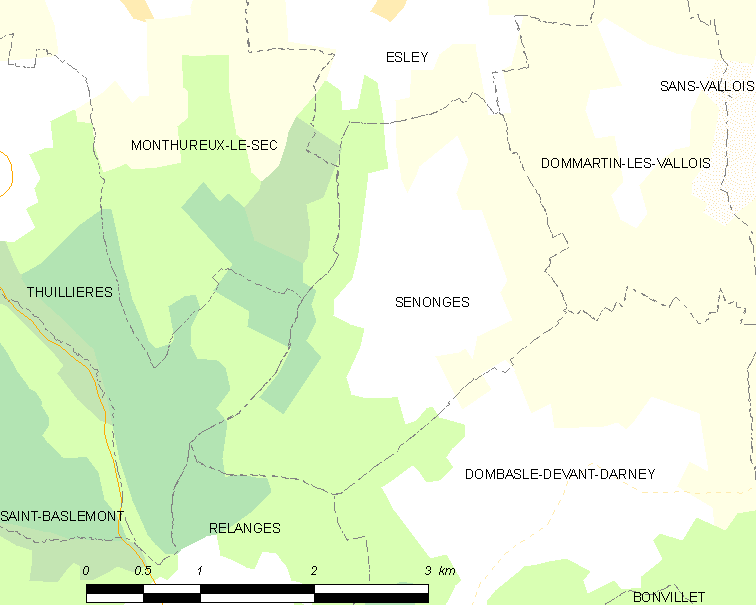
瑟农日的OSM定位图

瑟农日的时区为UTC+01:00、UTC+02:00（夏令时）。

## 行政
瑟农日的邮政编码为88260，INSEE市镇编码为88452。

## 政治
瑟农日所属的省级选区为达尔内县。

## 人口

1962-2008年间瑟农日人口变化图示

瑟农日于2022年1月1日时的人口数量为133人。